# Befund Krebs
Die Zeitschrift Befund Krebs ist ein Magazin der Leverkusener GFMK Verlagsgesellschaft. Sie erscheint fünfmal im Jahr mit einer Auflage von 30.000 Heften.
Befund Krebs ist eine allgemeine Zeitschrift für den onkologischen Patienten. Befund Krebs befasst sich mit den häufigsten Tumorerkrankungen wie etwa Lungenkrebs, Darmkrebs, Hautkrebs usw. Jedes Heft von Befund Krebs enthält neben medizinischen Beiträgen Erfahrungsberichte, Leserbriefe und Patientenfragen. Psychologie wird ebenso behandelt wie Ernährung und Gesundheitspolitik.

## Mitgliedschaften
„Befund Krebs“ ist der  IVW Informationsgemeinschaft zur Feststellung der Verbreitung von Werbeträgern angeschlossen.